# The Solid Gold Cadillac
The Solid Gold Cadillac (Brasil: O Cadilac de Ouro) é um filme norte-americano de 1956, do gênero comédia romântica, dirigido por Richard Quine e estrelado por Judy Holliday e Paul Douglas.